# La provinciale
La provinciale is een Italiaanse film van Mario Soldati die werd uitgebracht in 1953.
Het scenario is gebaseerd op het gelijknamige kortverhaal (1937) van Alberto Moravia dat opgenomen is in de verzameling kortverhalen 'I racconti,2 voll' (1952) en later 'Racconti 1927-1951' werd genoemd.
Samen met het drama La romana (1954), eveneens naar een werk van Moravia en eveneens met een scenario waaraan Giorgio Bassani meeschreef, bekrachtigde La provinciale de status van vedette van Gina Lollobrigida in Italië. 
Dit drama prijkt op de lijst van 100 film italiani da salvare (1942-1978).

## Verhaal
De knappe Gemma is opgegroeid in de Italiaanse provinciestad Lucca. Als adolescente was ze bevriend met en verliefd op Paolo Sartori, de zoon van de plaatselijke graaf. Gemma en Paolo hebben nooit echt hun gevoelens voor elkaar uitgesproken. 
Op een dag ziet haar moeder zich verplicht Gemma te vertellen dat er hoe dan ook geen sprake kan zijn van een huwelijk met Paolo omdat hij haar halfbroer is. De graaf heeft indertijd Paolo verwekt bij Gemma's moeder.
Enige tijd later komt Franco Vagnuzzi, een iets oudere professor, een kamer betrekken in het huis waar Gemma met haar moeder, die de kost verdient als hospita, woont. Niet zo veel later wordt hij verliefd op Gemma en uiteindelijk trouwen ze hoewel zij niet erg verliefd is.  
Al gauw wordt Gemma emotioneel verwaarloosd door haar man omdat hij helemaal benomen wordt door zijn wetenschappelijke opzoekingen. Daarom krijgt ze meer nood aan andere contacten en uitgaan.
Op een dag ontmoet Gemma Elvira Coceanu, een uiterst gewiekste klaploopster die zich uitgeeft voor een Roemeense gravin en de dochter van een diplomaat maar die in werkelijkheid berooid is. Aanvankelijk denkt Gemma dat ze een toffe vriendin heeft gevonden. Ze is ontvankelijk voor haar snoeverige grootstedelijke praatjes en voor het feit dat Elvira blijkbaar iedereen kent die er toe doet. Elvira's enig doel is echter geld bemachtigen en daartoe zijn alle middelen goed. 
Zonder dat Gemma er erg in heeft drijft Elvira haar in de armen van de gladde Luciano Vittoni, een vroegere kennis van haar. Gemma weet ook niet dat de begerige Luciano een kamer van het appartement van Elvira huurt waar hij Gemma kan ontmoeten. Het komt tot een verhouding. 
Elvira is zo doortrapt dat ze bezwarende foto's van het koppel heeft gemaakt en daarmee begint ze Gemma af te persen. Ze dwingt Gemma niet alleen zich te prostitueren, ze trekt zelfs in bij Gemma en Franco. Wanneer Franco promotie maakt en in Rome kan gaan lesgeven is de opdringerige Elvira vast van plan mee te verhuizen. Het komt tot een fatale confrontatie, eerst tussen Gemma en Elvira, daarna tussen Franco en Elvira. 

## Rolverdeling
| Acteur             | Personage                            |
| ------------------ | ------------------------------------ |
| Gina Lollobrigida  | Gemma Foresi                         |
| Gabriele Ferzetti  | professor Franco Vagnuzzi            |
| Franco Interlenghi | Paolo Sartori                        |
| Nanda Primavera    | de moeder van Gemma                  |
| Marilyn Buferd     | Anna Sartori, de zus van Paolo       |
| Alda Mangini       | Elvira Coceanu, een Roemeense gravin |
| Renato Baldini     | Luciano Vittoni                      |